# (46442) Keithtritton
(46442) Keithtritton est un astéroïde de la ceinture principale.

## Description
(46442) Keithtritton est un astéroïde de la ceinture principale. Il fut découvert le 12 juin 2002 à Fountain Hills (Arizona) par Charles W. Juels et Paulo R. Holvorcem. Il présente une orbite caractérisée par un demi-grand axe de 3,22 UA, une excentricité de 0,12 et une inclinaison de 15,9° par rapport à l'écliptique.

## Compléments